# Hispaniolamango
Hispaniolamango (Anthracothorax dominicus) är en fågel i familjen kolibrier.

## Utbredning och systematik
Hispaniolamangon förekommer på Hispaniola, Île à Vache, Tortue, Gonâve och Isla Beata. Tidigare inkluderades puertoricomangon i arten, men urskiljs sedan 2016 som egen art av IUCN och BirdLife International, sedan 2022 även av Clements et al och International Ornithological Congress.

## Status
Arten har ett stort utbredningsområde och internationella naturvårdsunionen IUCN kategoriserar arten som livskraftig. Beståndsutvecklingen är dock oklar.